# 30832 Urbaincreve
30832 Urbaincreve este un asteroid din centura principală de asteroizi.

## Descriere
30832 Urbaincreve este un asteroid din centura principală de asteroizi. A fost descoperit pe 16 octombrie 1990 la Observatorul La Silla de Eric Walter Elst. Asteroidul prezintă o orbită caracterizată de o semiaxă mare de 2,33 ua, o excentricitate de 0,13 și o înclinație de 5,9° în raport cu ecliptica.